# المورمون السود

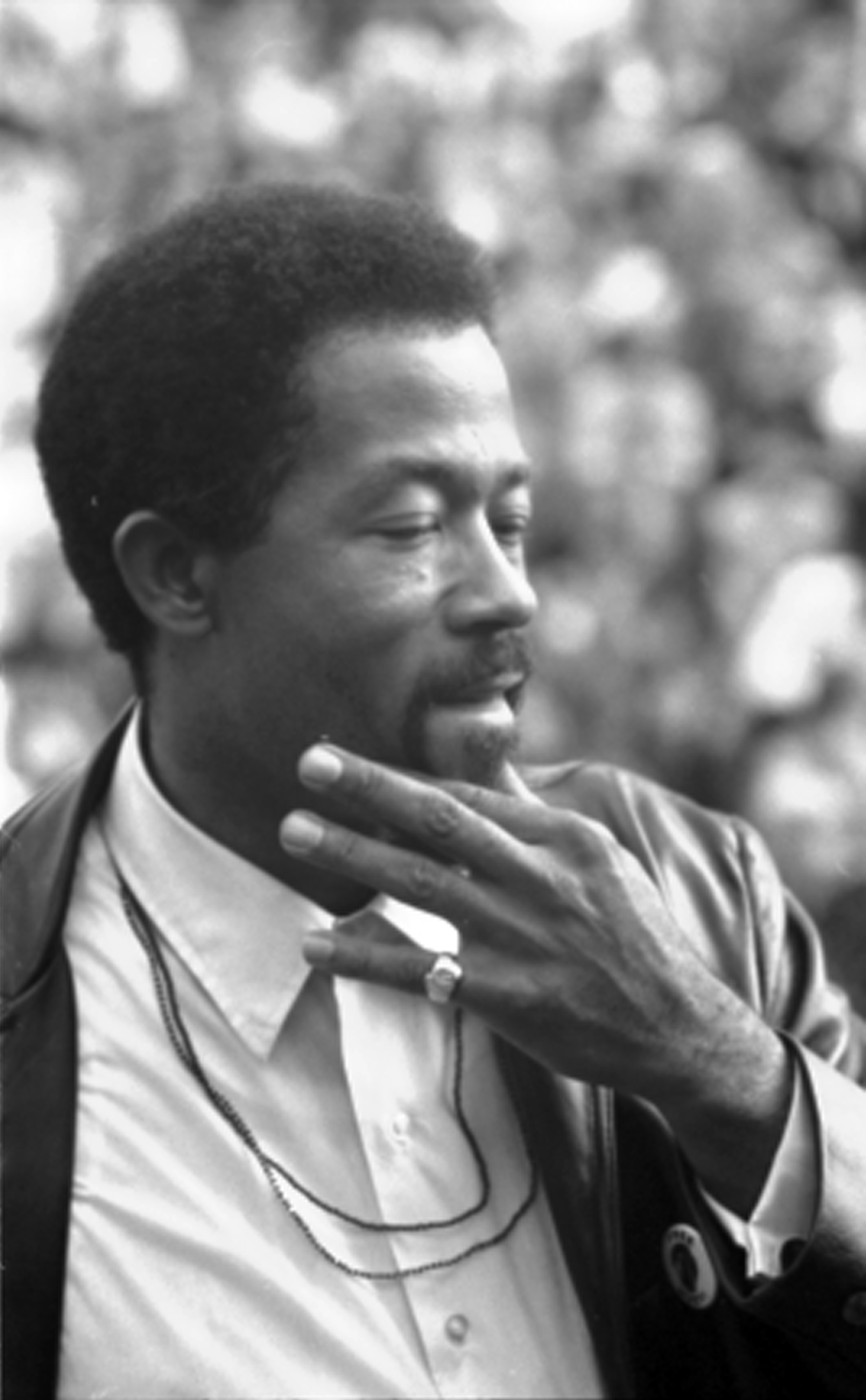
إلدريدج كليفر، قيادي سابق في حزب الفهود السود، ومتحول إلى المورمون

منذ تأسيس المورمونية، كان السود أعضاء فيها؛ ومع ذلك، وضعت الكنيسة قيودًا على جهود التبشير بين السود. قبل عام 1978، كانت عضوية السود صغيرة، وفي عام 1997، كان هناك ما يقرب من 500,000 عضو أسود في الكنيسة (حوالي 5٪ من إجمالي العضوية)، معظمهم في أفريقيا والبرازيل ومنطقة البحر الكاريبي. استمرت عضوية السود في النمو بشكل كبير، وخاصة في غرب أفريقيا، حيث تم بناء كنيستين. بحلول عام 2018، كان ما يقدر بنحو 6% من الأعضاء من السود في جميع أنحاء العالم. في الولايات المتحدة، حوالي 1% من الأعضاء هم من السود.